# Белов, Борис Петрович
Бори́с Петро́вич Бело́в (род. 30 ноября 1938 года) — учёный в области специальной гидроакустики, заведующий кафедрой морских информационных систем и технологий факультета морского приборостроения Санкт-Петербургского государственного морского технического университета (СПбГМТУ), доктор технических наук, профессор.

## Биография
Выпускник кафедры № 50 конструкторского факультета Ленинградского кораблестроительного института (ЛКИ). Был распределен в научно-исследовательскую лабораторию НИИ ЛКИ, где занимался теоретико-экспериментальными работами по проблемам неконтактной техники подводного морского оружия.
В 1966 году защитил кандидатскую диссертацию без поступления в аспирантуру, и не имея формального руководителя, параллельно работая в ЛКИ.
С 1968 года в ЦНИИ «Гидроприбор», участвует в десятках проектов на всех стадиях работ. Внес значительный вклад в решение актуальной проблемы снижения уровня помех гидроакустических систем. Руководил защитой кандидатских диссертаций. Защитил диссертацию на соискание степени доктора технических наук.
В 1986 году назначен начальником одного из ведущих отделов ЦНИИ «Гидроприбор» — комплексной разработки и гидроакустических систем специального назначения.
В 1989 году Борис Петрович Белов возвращается в ЛКИ на преподавательскую работу, на должность профессора кафедры физики, а в 1992 году избирается заведующим кафедрой морских информационных систем и технологий. Ввел в институте новую специальность по подводной робототехнике.
Автор более сотни научных статей, соавтор 22 изобретений. Член Совета по гидрофизике и гидроакустике научного центра Санкт-Петербургского отделения РАН. Возглавляет секцию Всероссийской конференции «Прикладные технологии гидроакустики и гидрофизики», входит в состав нескольких ученых советов и многих научно-технических обществ.

## Публикации
- Б. П. Белов. Физические основы океанографии. Учебное пособие. — Л.: ЛКИ, 1990. — 58 с.
- Проектирование информационно-управляющих систем подводной робототехники / Б. П. Белов ; М-во образования и науки Российской Федерации, Гос. образовательное учреждение высш. проф. образования «Санкт-Петербургский гос. морской технический ун-т». — Санкт-Петербург : СПбГМТУ, 2008. — 216, ISBN 978-5-88303-456-4
- Под ред. Б. П. Белова. Система автоматизированного проектирования антенн и расчета помех. Учебное пособие. — СПб.: СПбГМТУ, 2010. — 195 с.
- Б. П. Белов и др. Дальнейшее развитие адаптивной компенсации помех в активном гидролокаторе // АО «Концерн «Морское подводное оружие - Гидроприбор» : статья в журнале - научная статья. — 2018. — С. 51—54.
- Б. П. Белов и др. Цифровое формирование характеристики направленности гидроакустической антенны гидролокатора подводного робота во временной области // ОАО "Си Проект" : статья в журнале - научная статья. — 2011. — Т. 4. — С. 32—46.
- Б. П. Белов и др. Выбор типа зондирующего сигнала для активного гидролокатора с помощью теории передачи данных в каналах связи // ОАО "Си Проект" : Научная статья по специальности «Электротехника, электронная техника, информационные технологии».